# サレム・ムバラク・アル＝ヤミ
サレム・ムバラク・アル＝ヤミ（アラビア語: سالم مبارك اليامي、英語: Salem Mubarak Al-Yami、1982年2月9日 ‐ ）は、サウジアラビアの陸上競技選手。専門は短距離走。自己ベストは100mが元サウジアラビア記録の10秒13、200mがサウジアラビア記録の20秒42。2000年世界ジュニア選手権男子100mの銀メダリストである。世界ジュニア選手権の100mでアジア勢がメダルを獲得したのはムバラク・アル＝ヤミが初めてであり、2位という順位は現在もアジア勢最高成績である。

## 経歴
1999年7月、世界ユース選手権の男子100mと200mで決勝に進出したが、100mは10秒51（+1.4）で5位、200mも21秒54（+0.9）で5位と、両種目ともメダルは逃した。
1999年8月、弱冠17歳でセビリア世界選手権の男子200mに出場すると、1次予選で21秒27（+0.1）の自己ベスト（当時）をマークしたが、組7着で敗退した。
2000年9月、シドニーオリンピックの男子200mと4×100mリレーに出場し、オリンピックを初めて経験した。しかし、100mは1次予選で21秒18（+0.4）の組7着、3走を務めた4×100mリレーは39秒94の組7着に終わり、両種目とも最初のラウンドを突破できなかった。
2000年10月、世界ジュニア選手権の男子100mと200mに出場。100mは1次予選を10秒27（-0.6）のジュニアサウジアラビア記録（当時）で突破すると、2次予選と準決勝も突破し、世界ユース選手権に続いて世界大会のファイナリストとなった。迎えた決勝では10秒38（+0.1）をマークし、マーク・ルイス＝フランシス（10秒12）次いで銀メダルを獲得した。世界ジュニア選手権の100mでアジア勢がメダルを獲得したのは男女通じて初であり、2位という成績は現在もアジア勢最高成績である。200mは準決勝で20秒95（+1.2）の組5着に終わり、決勝に進出できた組4着とは0秒07差で敗退した。
2001年8月、エドモントン世界選手権の男子100mと200mと4×100mリレーに出場。シニアの世界大会初出場となった100mは1次予選を10秒34（+0.7）で突破し、シニアの世界大会で初めて次のラウンドに進んだが、2次予選は10秒21の組5着で敗退した。2大会連続の出場となった200mは1次予選敗退に終わり、前回大会に続いて次のラウンドには進めなかった。3走を務めた4×100mリレーは予選を39秒15のサウジアラビア記録（当時）で突破すると、準決勝では予選のタイムを塗り替える39秒04のサウジアラビア記録（当時）を樹立したが、決勝に進出できた4着以内には入れなかった。
2002年4月、西アジア競技大会の100m決勝を10秒13（+1.6）のサウジアラビア記録（当時）で制した。
2004年8月、アテネオリンピックの100mに出場すると、1次予選で10秒36（-0.4）をマーク。着順で2次予選に進出できた組3着とは0秒08差、タイムで拾われた最後の枠の選手とは0秒02差で2次予選進出を逃した。

## 自己ベスト
記録欄の（　）内の数字は風速（m/s）で、+は追い風を意味する。
| 種目 | 記録          | 年月日        | 場所         | 備考                 |
| 屋外 | 屋外          | 屋外          | 屋外         | 屋外                 |
| ---- | ------------- | ------------- | ------------ | -------------------- |
| 100m | 10秒13 (+1.6) | 2002年4月10日 | クウェート   | 元サウジアラビア記録 |
| 200m | 20秒42 (+1.4) | 2002年3月29日 | カティーフ   | サウジアラビア記録   |
| 室内 |               |               |              |                      |
| 60m  | 6秒79         | 2003年3月14日 | バーミンガム |                      |

## 主要大会成績
備考欄の記録は当時のもの
| 年   | 大会                           | 場所                 | 種目    | 結果    | 記録          | 備考                         |
| ---- | ------------------------------ | -------------------- | ------- | ------- | ------------- | ---------------------------- |
| 1999 | 世界ユース選手権               | ブィドゴシュチュ     | 100m    | 5位     | 10秒51 (+1.4) |                              |
| 1999 | 世界ユース選手権               | ブィドゴシュチュ     | 200m    | 5位     | 21秒54 (+0.9) |                              |
| 1999 | 世界選手権                     | セビリア             | 200m    | 1次予選 | 21秒27 (+0.1) |                              |
| 1999 | アラブ選手権 (en)              | ベイルート           | 200m    | 2位     | 21秒28        |                              |
| 2000 | 世界ジュニア選手権             | サンティアゴ         | 100m    | 2位     | 10秒38 (+0.1) | 男女通じてアジア勢初のメダル |
| 2000 | 世界ジュニア選手権             | サンティアゴ         | 200m    | 準決勝  | 20秒95 (+1.2) |                              |
| 2000 | オリンピック                   | シドニー             | 200m    | 1次予選 | 21秒18 (+0.4) |                              |
| 2000 | オリンピック                   | シドニー             | 4x100mR | 予選    | 39秒94 (3走)  |                              |
| 2001 | アジアジュニア選手権           | バンダルスリブガワン | 100m    | 優勝    | 10秒49 (-2.0) |                              |
| 2001 | アジアジュニア選手権           | バンダルスリブガワン | 200m    | 優勝    | 20秒81 (+2.9) |                              |
| 2001 | 世界選手権                     | エドモントン         | 100m    | 2次予選 | 10秒21        |                              |
| 2001 | 世界選手権                     | エドモントン         | 200m    | 1次予選 | 21秒03 (+0.1) |                              |
| 2001 | 世界選手権                     | エドモントン         | 4x100mR | 準決勝  | 39秒04 (3走)  |                              |
| 2001 | アラブ選手権 (en)              | ダマスカス           | 100m    | 優勝    | 10秒2         |                              |
| 2002 | 西アジア競技大会 (en)          | クウェート           | 100m    | 優勝    | 10秒13 (+1.6) | サウジアラビア記録           |
| 2002 | 西アジア競技大会 (en)          | クウェート           | 200m    | 2位     | 20秒81        |                              |
| 2002 | アジア選手権                   | コロンボ             | 100m    | 3位     | 10秒52 (-3.1) |                              |
| 2003 | 世界室内選手権                 | バーミンガム         | 60m     | 予選    | 6秒79         | 自己ベスト                   |
| 2003 | 世界選手権                     | パリ                 | 100m    | 1次予選 | 10秒51 (+0.1) |                              |
| 2003 | 世界選手権                     | パリ                 | 200m    | 1次予選 | DNS           |                              |
| 2003 | 世界選手権                     | パリ                 | 4x100mR | 予選    | DNF (3走)     |                              |
| 2003 | アラブ選手権 (en)              | アンマン             | 100m    | 優勝    | 10秒18        |                              |
| 2003 | アジア選手権                   | マニラ               | 100m    | 3位     | 10秒28 (0.0)  |                              |
| 2003 | 世界軍人体育大会 (en)          | カターニア           | 100m    | 3位     | 10秒58 (-1.8) |                              |
| 2004 | オリンピック                   | アテネ               | 100m    | 1次予選 | 10秒36 (-0.4) |                              |
| 2004 | パンアラブ競技大会 (en)        | アルジェ             | 100m    | 2位     | 10秒39        |                              |
| 2004 | パンアラブ競技大会 (en)        | アルジェ             | 4x100mR | 優勝    | 39秒40        |                              |
| 2005 | イスラム諸国連合 競技大会 (en) | メッカ               | 100m    | 優勝    | 10秒21 (+0.8) |                              |
| 2005 | イスラム諸国連合 競技大会 (en) | メッカ               | 4x100mR | 優勝    | 39秒80        |                              |
| 2005 | 世界選手権                     | ヘルシンキ           | 100m    | 2次予選 | 10秒48 (-1.0) |                              |
| 2006 | アジア競技大会                 | ドーハ               | 4x100mR | 6位     | 40秒18        |                              |
| 2007 | パンアラブ競技大会 (en)        | カイロ               | 4x100mR | 優勝    | 39秒99        |                              |